# Harry Harlow
Harry Frederick Harlow (Fairfield, Iowa, 1905. október 31. – Tucson, Arizona, 1981. december 6.) amerikai pszichológus, az anya-gyermek kötődést vizsgáló majomkísérletei révén lett világhírű. Kísérlet-sorozatában vizsgálta az anyától való szeparációt, a függőségi szükségleteket és a szociális elszigeteltséget. A kísérlet bebizonyította, hogy az egyedek szociális és kognitív fejlődésében a gondoskodásnak és a szociális kapcsolatoknak kiemelt jelentősége van. Harlow kísérleteinek nagy részét a Wisconsini Egyetemen végezte, ahol a humanista pszichológussal, Abraham Maslow-val is együtt dolgozott egy ideig. 

Harlow kísérletei heves vitákat váltottak ki, mert az újszülött majmokat egyedülálló rekeszekben tartotta akár 24 hónapig, amely helyzet a majmoknál nagyfokú zavarodottságot okozott. Néhány kutató ezeket a kísérleteket tartja az állatfelszabadítási mozgalom egyik kiváltó okának az USA-ban. 

A Review of General Psychology (2002) kérdőíve szerint Harlow a XX. század 26. legtöbbet idézett pszichológusa.

## Majomkísérletek

### A tanulási képesség kialakulása
Dr. Harry Harlow 1930-ban érkezett a Wisconsini Egyetemre, miután doktorátust szerzett. Doktorátusa megszerzése során számos kiváló tudóssal, többek közt Calvin Stone-nal és Lewis Termannal is együtt dolgozott a Stanford Egyetemen.
Harlow pályáját az emberszabású főemlősök kutatójaként kezdte. A Henry Vilas Állatkertben végzett munkája során dolgozta ki a Wisconsin Általános Teszt Apparátust (WGTA) a tanulás, megismerés és az emlékezés folyamatainak kutatásához. E munkája közben fedezte fel, hogy az általa vizsgált majmok stratégiákat dolgoztak ki a tesztjei megoldásához. Harlow ezt úgy írta le, hogy „tanultak tanulni”, később erre a „tanulási képesség” kifejezést használta.
A tanulási képesség kialakulásának vizsgálatához Harlow-nak szüksége volt fejlődésben lévő főemlősökre, ezért rhesusmajmokból megalakított egy tenyészkolóniát 1932-ben. A vizsgálat természete megkövetelte, hogy Harlow sűrűn látogassa az újszülött majmokat. Ennek megkönnyítése érdekében úgy döntött, hogy óvodára hasonlító környezetben fogja tartani a majmokat, és nem hagyja őket a védelmező anyáknál. Ez az alternatív tartási technika, amelyet anyai deprivációnak (megvonásnak) neveznek, máig vitákat vált ki, és máig mint a főemlősök korai életszakaszában bekövetkezett csapás modelljét említik.

### A drótanya - szőranya kísérletek előzményei
Az újszülött majmokkal történt kutatások Harlow-t tovább inspirálták, és a másik legismertebb kísérletéhez vezettek: a szőranya-kísérlethez.
Bár maga Harlow, a tanítványai és munkatársai is hamar megtanulták, hogyan elégítsék ki az újszülött majmok fizikai szükségleteit, az óvodai környezetben nevelkedett kismajmok nagyban különböztek az anyák által nevelt fajtársaiktól.
Pszichológiai szempontból ezeknek a majmoknak a különbözősége abban állt, hogy visszahúzódóak voltak, a társas kapcsolati készségeiket tekintve kifejezetten visszamaradottak voltak, és ragaszkodtak a textilpelenkájukhoz.
Azok a majmok, akik az anyjukkal nőttek fel, de a növekedésük során nem voltak társas kapcsolataik, a félelem és agresszivitás jeleit mutatták.
Harlow észrevéve a puha textilből készült pelenkáik iránti ragaszkodást és a pszichológiai változást, ami együttjárt az anyától való elkülönítéssel, elkezdte az anya-gyermek kötődést vizsgálni. 

Az anya-gyermek kapcsolat állandó kutatás tárgya volt. Burrhus Frederic Skinner és a behavioristák a XX. század elején már vizsgálták, majd John Bowlby írt az anya fontosságáról a gyermek fejlődése során, a kapcsolatuk természetéről, és a szülő-gyermek fizikai kontaktus hatásáról. 

A tanulmányokat John Bowlby-nak az Egészségügyi Világszervezet által támogatott, 1950-ben megjelent kutatása motiválta, melynek címe “Anyai gondoskodás és mentális egészség” volt. Ebben a tanulmányban Bowlby áttekintette azokat a korábbi kutatásokat, amelyek az intézmény-függőség hatását vizsgálták a gyermeki fejlődésre, és az anyjuktól elválasztott gyermekek által átélt stressz hatását; többek között René Spitz kutatásait és saját korábbi kutatásait különböző élethelyzetekben felnőtt gyermekekről. 1953-ban kollégája, James Robertson bemutatta a vitákat kiváltó “Egy kétéves gyermek kórházba megy” című rövid dokumentumfilmjét, amely az anyától való elszakítás szinte azonnali hatását demonstrálja. 

Mind Bowlby tanulmánya mind Robertson filmje az elsődleges gondozó fontosságát támasztotta alá az emberek és a főemlősök fejlődésében. Bowlby azt írta, hogy az anya-gyermek kapcsolatban az anya elsődleges szerepe nem a tápláló szerep, s e következtetése átfogó szakmai vitákat generált. A viták egyik fő témája az volt, hogy mi a fő oka az anya által történő gondozás szükségességének, (Harlow szőranya-kísérlete részben ezt a kérdést is érintette). 

Akkoriban a gyermekkel történő fizikai kontaktust sokan a gyermek fejlődésére károsnak vélték, és ez a nézet ez egy steril, érintés nélküli óvoda-rendszer kialakulásához vezetett szerte az USA-ban. Bowlby szembement ezzel a nézettel, azt állítva, hogy az anya sokkal többet nyújt a gyermekének a puszta táplálásnál, és ebbe beleértette azt a kötődési kapcsolatot, amely a gyermek fejlődését és mentális egészségét pozitívan befolyásolja.

## Drótanya-szőranya kísérletek
Harlow az anyai gondoskodást vizsgálandó készíttetett egy élettelen pótanyát a rhesuskölykök számára drótból és fából. Minden kölyök a saját különálló drótanyjával létesített kötődést. Felismerték a drótanyjuk egyedi arcvonásait és azt preferálták az összes többi drótanyához képest.

### Táplálás és biztonság
A következő kísérletben Harlow megvizsgálta, hogy vajon egy drótanyát, vagy egy kendővel borított anya-figurát (szőranyát) részesítenek a kölykök előnyben. Ehhez a kísérlethez a kölyköket kétféleképpen osztotta be az anyákhoz: az egyik helyzetben a drótanya tartott egy táplálékot tartalmazó cumisüveget, és a szőranya nem tartott semmit; a másik helyzetben a szőranyánál volt a cumisüveg, és a drótanya nem tartott semmit. 

A makákókölykök túlnyomórészt a szőranyán töltötték az idejüket, még akkor is, amikor a drótanyánál volt a táplálék: ebben az esetben a kölykök csak a táplálkozás idejére mentek át a drótanyához. Harlow következtetése szerint az anya-gyermek kapcsolat messze túlmutat a táplálás kérdéskörén, és az “érintés biztonsága” az, ami az embergyermekek és a majomkölykök pszichológiai fejlődésében és lelki egészsége szempontjából a leglényegesebb. 
Ez a kutatás adott erőteljes, empirikus támogatást Bowlby a szeretet fontosságáról és az anya-gyermek interakciójával kapcsolatos kijelentéseinek. Több egymást követő kísérlet bizonyította, hogy a kölykök a szőranyát használták bázisként a környezetük felfedezéséhez, a kényelem és jóllét érzését biztosította nekik, és új, akár fenyegető helyzetekben itt kerestek védelmet.

### Felderítés-teszt
Az egyik kísérletben a rhesuskölyköket új környezetbe helyezték, melyben addig nem ismert tárgyakkal találkozhattak. Amikor a pótanya jelen volt, a kölykök belekapaszkodtak, de elkezdték felderíteni a terepet. Ha megijedtek, a kölykök visszasiettek a pótanyához és belekapaszkodtak egy darabig, majd újból kezdték a felderítéseket. Amennyiben nem volt jelen pótanya, a kölykök a félelemtől mozdulatlanná dermedtek, magzatpózt vettek fel és szopták a hüvelykujjukat.

### Félelem-teszt
A félelem-teszten a kölykök félelmet keltő ingernek lettek kitéve, egy zajt keltő játékmaci volt az ingerforrás. Pótanya hiányában a majomkölykök összekucorodtak, és elkerülték a macit. Amikor a pótanya jelen volt, a kölykök nem mutattak jelentősebb félelmet és gyakran a doboló játékmaci közelébe mentek, megvizsgálták, akár meg is támadták.

### Az érintés biztonsága és annak hiánya
Egy másik kísérletben azt vizsgálták, hogy milyen különbségeket okoz ha csak drótanya, vagy csak szőranya társaságában nő fel a majomkölyök. A két vizsgálati csoport tagjai egyforma súlygyarapodást mutattak, de a drótanyával kontaktusban álló kölykök széklete puhább volt, tej-emésztési zavaraik voltak, és gyakran szenvedtek hasmenéstől.
 Harlow meglátása szerint, és ez a nézet máig tartja magát, az érintés biztonságának a hiánya pszichológiai stresszt okoz a majom számára, és az emésztési zavarok ennek a stressznek a megnyilvánulása.

## A drótanya-szőranya kísérletek jelentősége
Harlow eredményei ellentmondtak az 50-es években uralkodó pedagógiai elvnek, amely szerint ideális a korlátozott fizikai kontaktus, illetve a gyermekkel való fizikai kontaktus hiánya, mert a gyermek elkényeztetését így el lehet kerülni; és ellentmondtak az akkor uralkodó behaviorista pszichológiai szemléletnek is, amely szerint az érzelmek elhanyagolhatóak. Az anya-gyermek kapcsolatban a táplálást elsődleges fontosságúnak gondolták, amíg Harlow nem állapította meg, hogy a táplálás elsődlegesen azért erősíti az anya-gyermek kötődést, mert intim fizikai közelséget biztosít számukra. 

Harlow a kutatásait később a szeretettel kapcsolatos kutatásként definiálta. Azt állította, hogy az érintés biztonságában az anya vagy az apa egyaránt részesítheti a gyermeket. Manapság ez a nézet széles körben elfogadott, de megjelenésének idején forradalmi újításnak számított, a szeretettel kapcsolatos gondolatok és értékek újragondolására késztette a közvéleményt.

### Társas kapcsolatok megvonása és a depresszió
A depresszió tanulmányozásához Harlow a társas kapcsolatok megvonásának hatásait vizsgálta, hogy állatokra érvényes modellt készíthessen. Ez a kísérletsorozata provokálta a legtöbb vitát. A kísérlet során a kölyköket és a fiatal makákókat különböző hosszúságú időre elszigetelte a társas kapcsolatoktól. Amikor a többi majom közé vezették vagy visszavezették az addig elszigetelődve élt majmokat, azok súlyos hiányosságokat mutattak társas kapcsolati készségeikben. Bizonytalannak mutatkoztak abban, hogyan lépjenek kapcsolatra fajtársaikkal, és a csoporttól az idő nagy részében elkülönültek. A kísérlet megmutatta, mennyire fontos a társas interakció és a társas ingerek jelenléte a felnövő majmok társas készségei fejlődésének folyamatában – hasonlóképpen az embergyerekek fejlődéséhez.

### A kutatási eredmények közzététele
Harlow kísérleteiről először az “A szeretet természete” című előadásában számolt be, melyet Washington D.C.-ben, az Amerikai Pszichológiai Társaság éves gyűlésén adott elő, 1958. augusztus 31-én.

## Kritikusai
Harlow kutatásának kritikusai megemlítik, hogy míg az anyába való kapaszkodás túlélési kérdés a rhesusmajmok esetében, ez nem így van az embereknél. A kritikusok azt feltételezik, hogy amikor Harlow a kutatási eredményeit emberekre alkalmazza, akkor túlbecsüli az érintés biztonságának a jelentőségét, és alábecsüli a táplálás jelentőségét.

## Fordítás
- Ez a szócikk részben vagy egészben  a   Harry Harlow című angol Wikipédia-szócikk fordításán alapul.  Az eredeti cikk szerkesztőit annak laptörténete sorolja fel. Ez a jelzés csupán a megfogalmazás eredetét és a szerzői jogokat jelzi, nem szolgál a cikkben szereplő információk forrásmegjelöléseként.